# Thabana Ntlenyana
O Monte Thabana-Ntlenyana, situado na Cordilheira de Drakensberg e com 3482 m de altitude é o ponto mais elevado de todo território do Lesoto e de toda a África Austral.

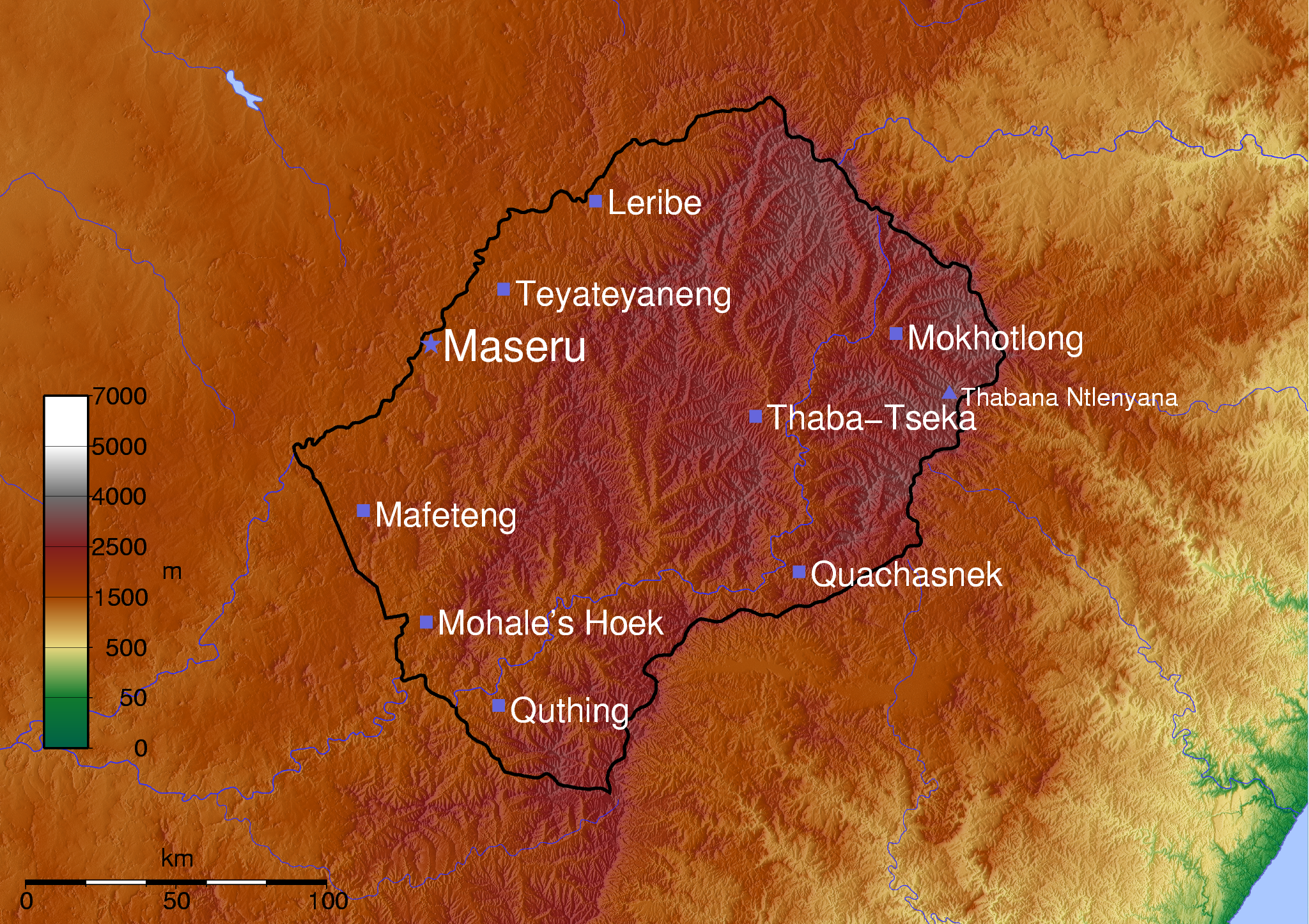
Mapa topográfico do Lesoto